# Arum Lake
Arum Lake är en sjö i Kanada.   Den ligger i provinsen British Columbia, i den sydvästra delen av landet, 3 700 km väster om huvudstaden Ottawa. Arum Lake ligger 988 meter över havet. Den ligger vid sjön Kim Lake.
I omgivningarna runt Arum Lake växer i huvudsak barrskog. Runt Arum Lake är det mycket glesbefolkat, med 3 invånare per kvadratkilometer.